# Piggott (Arkansas)
Piggott é uma cidade localizada no estado americano de Arkansas, no Condado de Clay.

## Demografia
Segundo o censo americano de 2000, a sua população era de 3894 habitantes.
Em 2006, foi estimada uma população de 3637, um decréscimo de 257 (-6.6%).

## Geografia
De acordo com o United States Census Bureau, a localidade tem uma área de 13,5 km², dos quais 13,4 km² cobertos por terra e 0,1 km² cobertos por água. Piggott localiza-se a aproximadamente 90 m acima do nível do mar.

## Localidades na vizinhança
O diagrama seguinte representa as localidades num raio de 16 km ao redor de Piggott.